# Koppers Building
Pour les articles homonymes, voir Koppers.
Le Koppers Building est un gratte-ciel de style Art déco de 145 mètres de hauteur construit à Pittsburgh en Pennsylvanie aux États-Unis de 1927 à 1929. Il abrite des bureaux.
Les architectes sont les agences Graham, Anderson, Probst & White et E.P. Mellon
À l'époque l'immeuble a coûté 5,3 millions de $.
À son achèvement c'était le plus haut immeuble de Pittsburgh.
L'immeuble est revêtu de calcaire avec une base en granite poli et un toit en cuivre. Le hall d'entrée est richement décoré de marbre et comporte un haut plafond. Le toit est illuminé la nuit.